# Тривиљијано-Вила Пагани (Асколи Пичено)
Тривиљијано-Вила Пагани (итал. Trivigliano-Villa Pagani) насеље је у Италији у округу Асколи Пичено, региону Марке.
Према процени из 2011. у насељу је живело 16 становника. Насеље се налази на надморској висини од 448 м.